# Volkswagen ID.5
Volkswagen ID.5 — електричний кросовер виробництва німецького концерну Volkswagen, що було представлено публіці в серійній версії в листопаді 2021 року. Це версія купе ID.4, що базується на модульній електроприводній платформі (MEB).

## Опис

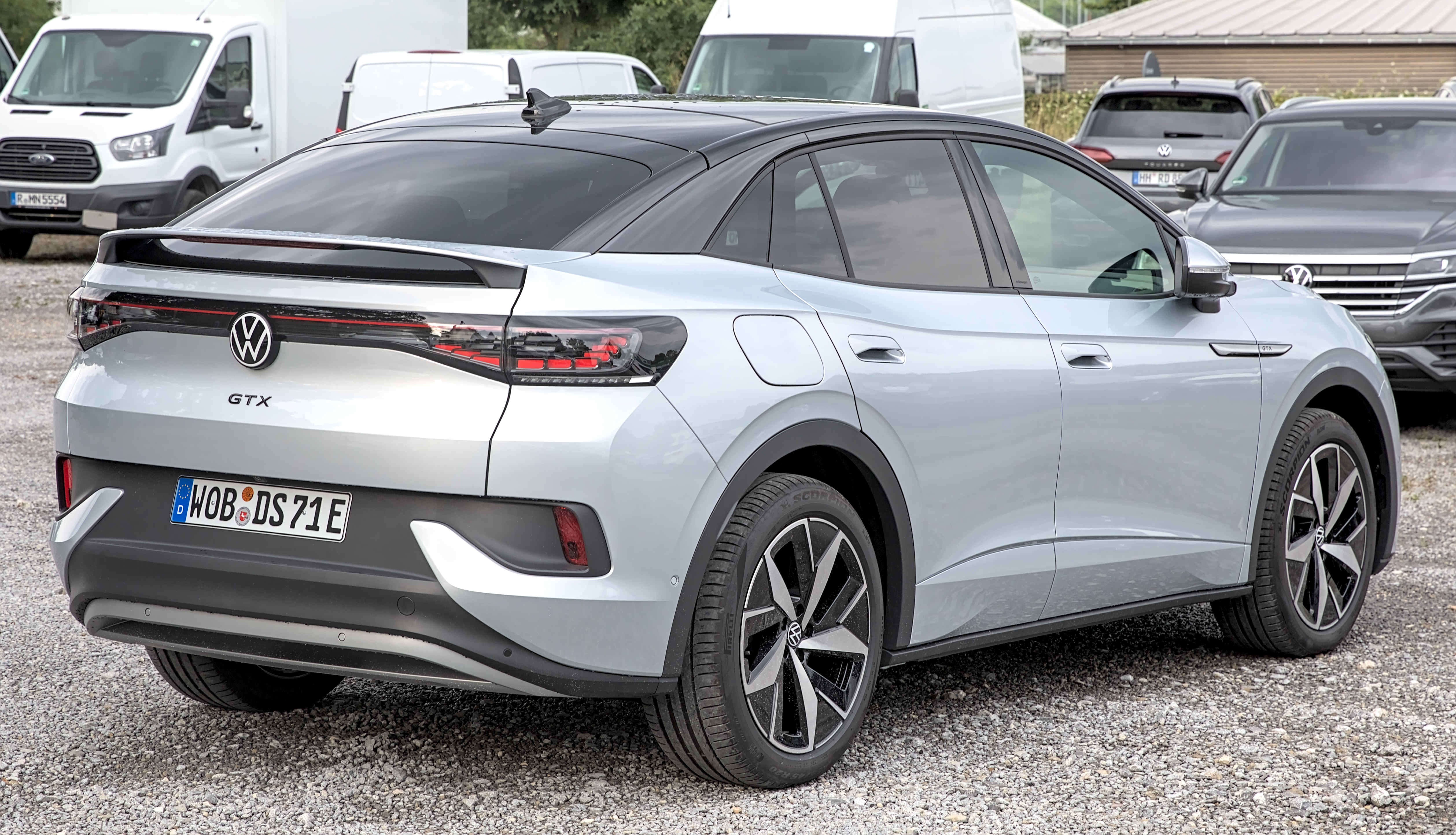
Volkswagen ID.5 GTX

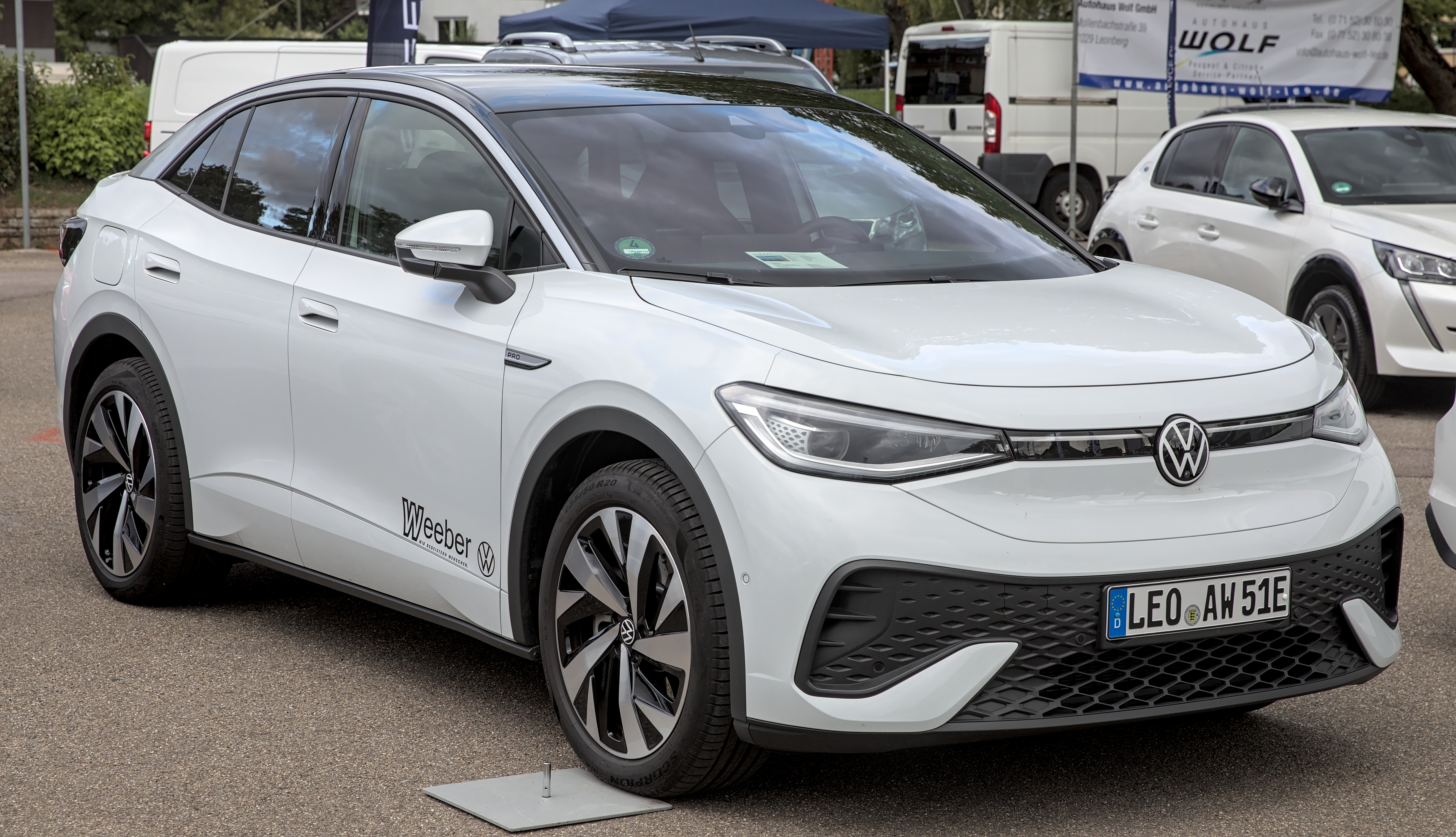
Volkswagen ID.5

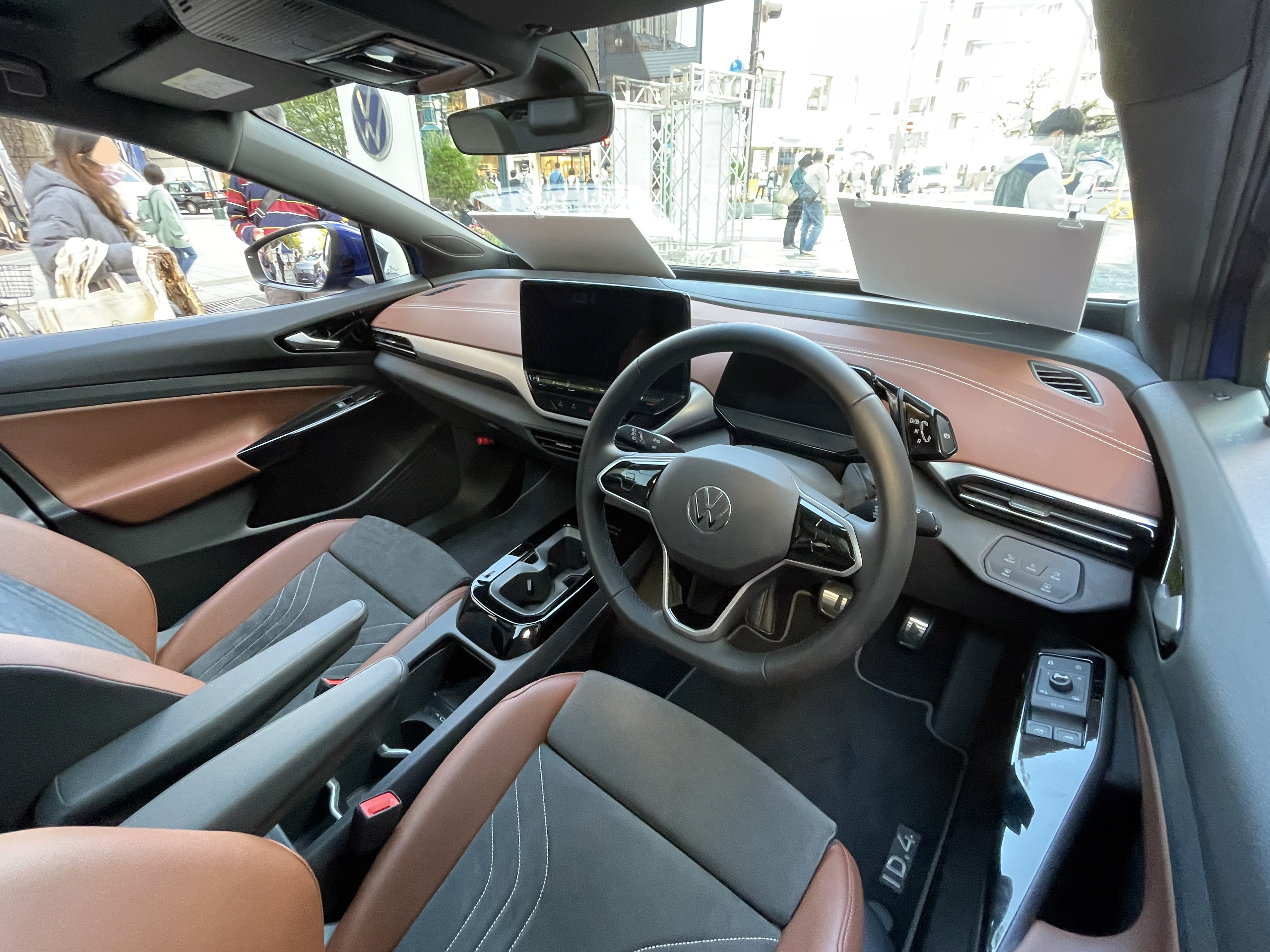

Volkswagen ID.5 був представлений у листопаді 2021 року та виробляється з січня 2022 року на заводах Volkswagen у Цвіккау (Німеччина), Фошані (FAW-Volkswagen) та Аньтіні (SAIC Volkswagen) у передмісті Шанхаю. Він має низький коефіцієнт лобового опору (0,26), що на 0,02 менше, ніж у ID.4. Модель доступна в трьох варіантах: Pro, Pro Performance і GTX, причому в останньому використовується компонування з подвійним двигуном і повним приводом. Доступні три варіанти трансмісії, хоча на відміну від ID.4, ID.5 поставляється лише з одним акумулятором ємністю 77 кВт·год. Похила лінія даху ID.5 зменшує вантажний простір, який пропонує 549 л з піднятими задніми сидіннями та 1561 л зі складеними сидіннями.
Volkswagen ID.5 за замовчуванням комплектується найсвіжішою – 3.0 – версією програмного забезпечення, яка надає автомобілю функцію голосового керування (досить сказати «Hallo ID»). Втім, ПЗ кросовера оновлюється повітрям, що допоможе впровадити інші найсвіжіші рішення відразу ж після їх виходу. Крім того, як інші ID-моделі, Volkswagen ID.5 оснащений функцією обміну даних з інфраструктурою та іншими Volkswagen (Car2X), який дозволяє отримувати інформацію від об'єктів в радіусі 800 м.
У списку оснащення значаться напівавтономний автопілот Travel Assist і асистент з паркуванням з функцією запам'ятовування заїзду, адаптивне шасі DCC, матрична головна оптика IQ.Light, 3D-кластери задніх ліхтарів, панорамний дах, проекційний дисплей, клімат-контроль і просунутий тепловий насос (зберігаючий заряд батареї), а також бездротова зарядка для смартфона.

## Модифікації
| Модель          | Потужність к. с. | Крутний момент Н·м | Ємність акумулятора, кВт·год | Ємність акумулятора, кВт·год | Пробіг WLTP |
| Модель          | Потужність к. с. | Крутний момент Н·м | брутто                       | нетто                        | Пробіг WLTP |
| --------------- | ---------------- | ------------------ | ---------------------------- | ---------------------------- | ----------- |
| Pro             | 174              | 310                | 82                           | 77                           | 520 км      |
| Pro Performance | 204              | 310                | 82                           | 77                           | 508—522 км  |
| GTX             | 299              | 460                | 82                           | 77                           | 480 км      |

## Продажі
| Рік  | Європа |
| ---- | ------ |
| 2022 | 19,597 |